# Lorraine Downes
Lorraine Elizabeth Downes (ur. 12 czerwca 1964 w Auckland) to królowa piękności z Nowej Zelandii, zwyciężczyni konkursu Miss Universe w 1983 r.
W 2006 r. wystąpiła w nowozelandzkim Tańcu z Gwiazdami.